# Pseudochazara amymone
Pseudochazara amymone är en fjärilsart som beskrevs av Brown 1976. Pseudochazara amymone ingår i släktet Pseudochazara och familjen praktfjärilar. IUCN kategoriserar arten globalt som sårbar. Inga underarter finns listade i Catalogue of Life.